# Anaspis deserticola
Anaspis deserticola es una especie de coleóptero de la familia Scraptiidae.

## Distribución geográfica
Habita en Argelia.